# Musa nagensium
Musa nagensium là một loài thực vật có hoa trong họ Musaceae. Loài này được Prain miêu tả khoa học đầu tiên năm 1904.